# Округ Ли (Арканзас)
Округ Ли (енгл. Lee County) је округ у америчкој савезној држави Арканзас. По попису из 2010. године број становника је 10.424. Седиште округа је град Marianna.

## Демографија
Према попису становништва из 2010. у округу је живело 10.424 становника, што је 2.156 (17,1%) становника мање него 2000. године.
| Група             | 2000.         | 2010.         |
| Белци             | 5.074 (40,3%) | 4.320 (41,4%) |
| Афроамериканци    | 7.201 (57,2%) | 5.761 (55,3%) |
| Азијати           | 34 (0,3%)     | 41 (0,4%)     |
| Хиспаноамериканци | 276 (2,2%)    | 168 (1,6%)    |
| Укупно            | 12.580        | 10.424        |